# Franz Magnis-Suseno
Franz Magnis-Suseno, all'anagrafe Maria Franz Anton Valerian Benedictus Ferdinand von Magnis und Strassnitz (Norimberga, 26 maggio 1936), è un gesuita tedesco naturalizzato indonesiano.

## Biografia
In origine era chiamato conte von Magnis prima di diventare gesuita nel 1955. Studiò il marxismo per combatterlo. Si stabilì in Indonesia nel 1961 e divenne cittadino indonesiano nel 1977 aggiungendo il cognome "Suseno". Sebbene  sia anti-comunista si occupò di giustizia sociale e di questioni su come "I ricchi diventano più ricchi, mentre i poveri diventano più poveri". Dirige la Driyarkara School of Philosophy ed è un noto analista sociale e politico nella sua nazione. In Indonesia è spesso chiamato Romo, o Padre Magnis. Nel 2007 ha rifiutato il Bakrie Award a causa di un flusso di fango di Sidoarjo. Ha ricevuto un premio Habibie per il dialogo interreligioso e nel 2015 ha ricevuto il premio Mahaputera.